# Hur Seung-wook
Hur Seung-wook (kor. 허승욱, ur. 25 kwietnia 1972 w Suwon) – południowokoreański narciarz alpejski, pięciokrotny olimpijczyk.

## Kariera
Jego pierwsze zanotowane wyniki na arenie międzynarodowej to Mistrzostwa Świata Juniorów 1988 w Madonnie di Campiglio. Wystartował tam we wszystkich konkurencjach, nie osiągając jednak dobrych wyników. Jeszcze trzykrotnie brał udział w juniorskich mistrzostwach świata. Najlepszy rezultat osiągnął w 1990 roku na mistrzostwach w Zinal, gdzie w slalomie zajął 20. miejsce. Debiut w zawodach Pucharu Świata zaliczył 3 grudnia 1994 roku we francuskim Tignes. Nie zdołał wtedy się zakwalifikować do drugiego przejazdu w gigancie. W karierze nie udało mu się ani razu zdobyć pucharowych punktów.
Pięciokrotnie startował na zimowych igrzyskach olimpijskich (IO 1988, IO 1992, IO 1994, IO 1998, IO 2002). Najlepszy rezultat osiągnął na igrzyskach w Lillehammer w 1994 roku, kiedy to w slalomie znalazł się na 21. miejscu w końcowej klasyfikacji. Jeden raz startował na mistrzostwach świata: w 2001 roku w austriackim St. Anton. Nie ukończył wtedy rywalizacji w slalomie, natomiast w gigancie zajął 32. lokatę. Koreańczyk nadal jest aktywnym zawodnikiem, startując głównie w zawodach FIS Race.

## Osiągnięcia

### Igrzyska olimpijskie
| Miejsce | Dzień     | Rok  | Miejscowość    | Konkurencja | Czas biegu  | Strata   | Zwycięzca            |
| ------- | --------- | ---- | -------------- | ----------- | ----------- | -------- | -------------------- |
| 41.     | 21 lutego | 1988 | Calgary        | Supergigant | 1:55,13 min | +15,47 s | Franck Piccard       |
| DNF1    | 25 lutego | 1988 | Calgary        | Gigant      | -           | -        | Alberto Tomba        |
| DNF1    | 27 lutego | 1988 | Calgary        | Slalom      | -           | -        | Alberto Tomba        |
| 53.     | 16 lutego | 1992 | Albertville    | Supergigant | 1:20,96 min | +7,92 s  | Kjetil André Aamodt  |
| DSQ2    | 18 lutego | 1992 | Albertville    | Gigant      | -           | -        | Alberto Tomba        |
| DNF2    | 22 lutego | 1992 | Albertville    | Slalom      | -           | -        | Finn Christian Jagge |
| 33.     | 23 lutego | 1994 | Lillehammer    | Gigant      | 3:07,75 min | +15,29 s | Markus Wasmeier      |
| 21.     | 27 lutego | 1994 | Lillehammer    | Slalom      | 2:13,66 min | +11,64 s | Thomas Stangassinger |
| 33.     | 19 lutego | 1998 | Nagano         | Gigant      | 2:52,27 min | +13,76 s | Hermann Maier        |
| 23.     | 21 lutego | 1998 | Nagano         | Slalom      | 1:58,01 min | +8,70 s  | Hans Petter Buraas   |
| DNF2    | 21 lutego | 2002 | Salt Lake City | Gigant      | -           | -        | Stephan Eberharter   |
| DSQ2    | 23 lutego | 2002 | Salt Lake City | Slalom      | -           | -        | Jean-Pierre Vidal    |

### Mistrzostwa świata
| Miejsce | Dzień     | Rok  | Miejscowość | Konkurencja | Czas biegu  | Strata   | Zwycięzca            |
| ------- | --------- | ---- | ----------- | ----------- | ----------- | -------- | -------------------- |
| 32.     | 8 lutego  | 2001 | St. Anton   | Gigant      | 2:39,07 min | +15,27 s | Michael von Grünigen |
| DNF1    | 10 lutego | 2001 | St. Anton   | Slalom      | -           | -        | Mario Matt           |

### Mistrzostwa świata juniorów
| Miejsce | Dzień       | Rok  | Miejscowość          | Konkurencja | Czas biegu  | Strata   | Zwycięzca             |
| ------- | ----------- | ---- | -------------------- | ----------- | ----------- | -------- | --------------------- |
| 68.     | 27 stycznia | 1988 | Madonna di Campiglio | Zjazd       | 1:40,78 min | +7,63 s  | Kaspar Gilgenrainer   |
| 73.     | 28 stycznia | 1988 | Madonna di Campiglio | Supergigant | 1:47,33 min | +12,07 s | Jeremy Nobis          |
| 78.     | 29 stycznia | 1988 | Madonna di Campiglio | Gigant      | 2:24,76 min | +19,21 s | Gregor Grilc          |
| 53.     | 30 stycznia | 1988 | Madonna di Campiglio | Slalom      | 1:57,40 min | +15,10 s | Stefan Szałamanow     |
| 33.     | 30 stycznia | 1988 | Madonna di Campiglio | Kombinacja  | ?           | ?        | Konstantin Czistiakow |
| 41.     | 5 kwietnia  | 1989 | Aleyska              | Zjazd       | 1:34,12 min | +5,19 s  | Ed Podivinsky         |
| 44.     | 6 kwietnia  | 1989 | Aleyska              | Supergigant | 1:24,47 min | +6,88 s  | Tommy Moe             |
| 46.     | 7 kwietnia  | 1989 | Aleyska              | Gigant      | 2:32,12 min | +14,92 s | Jeremy Nobis          |
| 37.     | 8 kwietnia  | 1989 | Aleyska              | Slalom      | 1:52,51 min | +13,19 s | Sergio Bergamelli     |
| 53.     | 21 marca    | 1990 | Zinal                | Zjazd       | 1:27,06 min | +7,64 s  | Kjetil André Aamodt   |
| 53.     | 22 marca    | 1990 | Zinal                | Supergigant | 1:35,54 min | +11,24 s | Kjetil André Aamodt   |
| 60.     | 24 marca    | 1990 | Zinal                | Gigant      | 2:36,79 min | +16,41 s | Lasse Kjus            |
| 20.     | 25 marca    | 1990 | Zinal                | Slalom      | 1:38,83 min | +10,68 s | Luigi Tacchini        |
| 49.     | 8 kwietnia  | 1991 | Geilo                | Supergigant | 1:32,19 min | +5,03 s  | Jure Košir            |
| 44.     | 12 kwietnia | 1991 | Geilo                | Gigant      | 2:11,76 min | +7,12 s  | Massimo Zucchelli     |